# Campionati Internazionali di Sicilia 2006
I Campionati Internazionali di Sicilia 2006 sono stati un torneo di tennis giocato sulla terra rossa. È stata la 27ª edizione dei Campionati Internazionali di Sicilia, che fanno parte della categoria International Series nell'ambito dell'ATP Tour 2006. Si sono giocati a Palermo in Italia, dal 25 settembre al 1º ottobre 2006.

## Campioni

### Singolare
Filippo Volandri ha battuto in finale  Nicolás Lapentti con il punteggio di 5–7, 6–1, 6–3

### Doppio
Martín García /  Luis Horna hanno battuto in finale  Mariusz Fyrstenberg /  Marcin Matkowski con il punteggio di 7–6(1) 7–6(2)